# Indovina Chi?
Indovina Chi? è un gioco da tavolo per bambini progettato dagli inventori israeliani Theo e Ora Coster pubblicato originariamente nel 1980 in Gran Bretagna dall'azienda MB con il nome Guess Who?.

## Come si gioca
Indovina chi? contempla due giocatori: a ciascuno di essi viene consegnato un tabellone, sul quale sono disposte ventiquattro figurine, che raffigurano altrettanti personaggi, disegnati in modo caricaturale, ognuno contraddistinto da diverse peculiarità fisiche (colore della pelle, colore dei capelli, occhiali ecc.) e identificato dal solo nome proprio di persona. Le donne sono cinque (Susan, Maria, Anita, Anne e Claire) e i restanti diciannove sono uomini (Franz, Richard, Peter, Sam, Paul, David, Max, Alex, Philip, Eric, Bernard, Robert, Charles, Alfred, George, Joe, Bill, Herman e Tom).
Ogni giocatore sceglie poi una venticinquesima figurina, scelta da un mazzo a parte, che raffigura uno dei personaggi; scopo del gioco è indovinare la figurina posseduta dall'avversario, andando per esclusione.
Ciascun giocatore a turno può porre una domanda circa una caratteristica dell'aspetto del personaggio avversario: in base alla risposta, è possibile eliminare tutte le figurine che non si adattano alla caratteristica. Ad esempio, un giocatore può domandare se il personaggio porta gli occhiali; in caso di risposta affermativa possono essere eliminati tutti i personaggi che non li portano.
Scopo del gioco è indovinare per primi il personaggio posseduto dall'avversario, ripetendo e incrociando le domande in più turni, fino a eliminare tutte le figure tranne una (determinate domande o sequenze di domande permettono di eliminare in minor tempo un numero maggiore di figure).

## Versioni

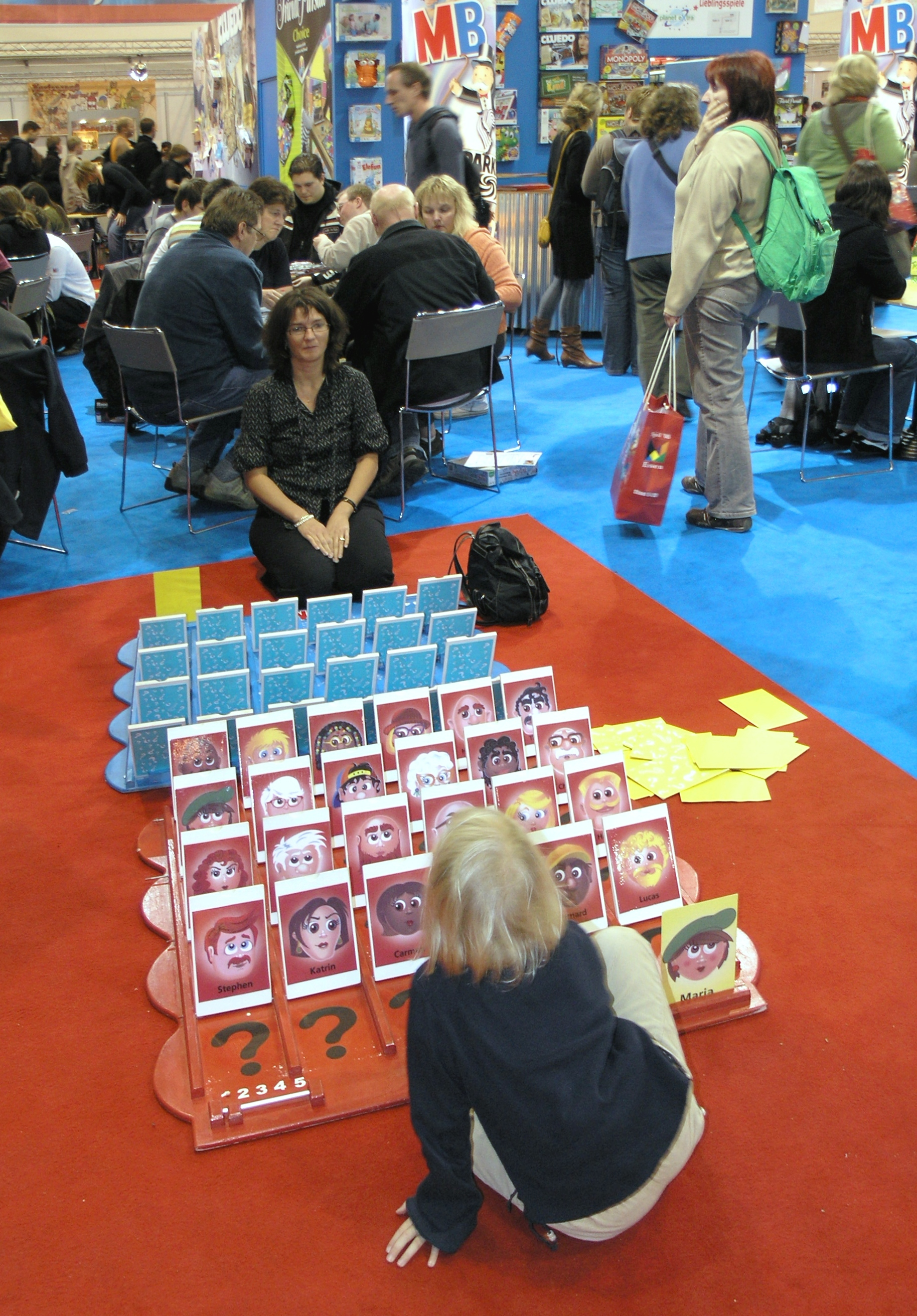
Indovina chi? in versione gigante giocato alla Fiera di Essen 2008

Del gioco, attualmente distribuito in Italia dalla Hasbro (che rilevò l'azienda MB nel 1983) esistono diverse versioni, di cui una raffigurante, al posto dei personaggi "classici", i protagonisti dei film d'animazione Disney, un'altra con protagonisti i supereroi dell'universo fumettistico Marvel.
Questo popolare gioco è stato oggetto, negli anni novanta di una versione "umana" che andava in onda di pomeriggio tra un cartone animato e l'altro nel corso del popolare contenitore per ragazzi Bim bum bam. In un grande studio televisivo erano allestite le due tavolette del gioco in grandezza naturale e le due squadre di bambini, una rossa e una blu, si sfidavano per mezzo di due capitani che ponevano le domande (spesso dopo essersi consultati con il resto della squadra) e di un componente che correva tra le tessere per "abbatterle". Il fatto che le tessere fossero spesso alte quanto lo stesso bambino che le doveva buttare giù complicava ulteriormente il gioco, dal momento che il concorrente aveva necessariamente bisogno dell'aiuto del resto della squadra per non abbattere erroneamente le tessere che invece dovevano restare in piedi. Alla fine la squadra vincente si aggiudicava il premio finale, tipicamente un ricco assortimento di giocattoli per tutti i componenti.
Esistono inoltre alcune varianti, diffuse soprattutto negli anni novanta. La prima variante consiste nell'indovinare più di un personaggio (2 o più). Tale variante è destinata a dei giocatori particolarmente abili. Un'altra variante, denominata "Indovina chi psicologico", consiste nell'individuare il personaggio non attraverso domande relative all'aspetto fisico (ha gli occhiali?, è calvo?, etc), ma attraverso domande, appunto, riguardanti aspetti non fisici dei personaggi (che lavoro fa? è irascibile? dove va in vacanza? etc). Un'ulteriore variante, denominata  "Indovina chi parapsicologico", consiste nell'eliminare (facendole cadere) le figurine avversarie in base a presunti elementi parapsicologici.
Un'ulteriore variante, lanciata nel 2019 e denominata Who’s she?, è costituita da un set di personaggi femminili celebri, e il gioco è incentrato sulla scoperta delle qualità intellettuali, artistiche o sportive per le quali tali donne si sono contraddistinte.